# Biéville
 Biéville  es una población y comuna francesa, en la región de Baja Normandía, departamento de Mancha, en el distrito de Saint-Lô y cantón de Torigni-sur-Vire.

## Demografía
| 215 | 176 | 159 | 149 | 145 | 146 |
| Para los censos de 1962 a 1999 la población legal corresponde a la población sin duplicidades (Fuente: INSEE [Consultar]) |     |     |     |     |     |